# Perisama typhania
Perisama typhania är en fjärilsart som beskrevs av Charles Oberthür 1916. Perisama typhania ingår i släktet Perisama och familjen praktfjärilar. Inga underarter finns listade i Catalogue of Life.